# Cuts (Oise)
Cuts település Franciaországban, Oise megyében. Lakosainak száma 955 fő (2022. január 1.). Cuts Camelin, Brétigny, Caisnes, Nampcel, Pontoise-lès-Noyon és Varesnes községekkel határos.

## Népesség
A település népességének változása:
| Lakosok száma | 937  | 961  | 991  | 975  | 983  | 981  | 967  | 961  | 955  |
|               | 2013 | 2015 | 2016 | 2017 | 2018 | 2019 | 2020 | 2021 | 2022 |